# Resolutie 1515 Veiligheidsraad Verenigde Naties
Resolutie 1515 van de Veiligheidsraad van de Verenigde Naties werd op 19 september 2003 unaniem aangenomen. Hierin sprak de Raad zijn steun uit voor een tweestaten-oplossing in het vroegere Mandaatgebied Palestina.

## Achtergrond
Een spiraal van geweld tussen 1987 en 1993 veroorzaakte de dood van honderden Palestijnen en Israëli's. Toen dat laatste jaar de Oslo-akkoorden werden getekend, waarin een Palestijnse staat in het vooruitzicht werd gesteld, was er weer hoop op een verbetering van de toestand. Er werd echter nauwelijks gevolg aan gegeven. De Israëlische bezetting bleef voortduren, Israëlische nederzettingen werden gebouwd en uitgebreid, er vonden gewelddadige gebeurtenissen plaats rond Hebron en Oost-Jeruzalem en de economische situatie in de Palestijnse gebieden verslechterde. Het bezoek van Ariel Sharon aan de Tempelberg op 28 september 2000, kort voor nieuwe vredesonderhandelingen en als provocatie gezien, leidde tot zware rellen met als gevolg de Tweede Intifada waarbij opnieuw vele duizenden omkwamen. De afspraken, die in Oslo waren gemaakt, werden daardoor weer op de lange baan geschoven.

## Inhoud
De Veiligheidsraad:
- Herinnert aan zijn voorgaande resoluties, en de resoluties 242 (1967), 338 (1973) en 1397 (2002) in het bijzonder.
- Erg bezorgd om de tragische en gewelddadige gebeurtenissen in het Midden-Oosten.
- Herhaalt zijn eis voor een onmiddellijk einde aan al het geweld, waaronder terreuracties, provocaties, opruiing en vernieling.
- Bevestigt zijn visie van een regio waar twee staten, Israël en Palestina, naast elkaar leven.
- Benadrukt de noodzaak van duurzame vrede in het Midden-Oosten, inclusief tussen Israël met Syrië en Israël met Libanon.
- Verwelkomt de diplomatieke inspanningen van het internationaal kwartet (de VS, de EU, de VN en Rusland) en anderen.

1. Staat achter het plan voor een tweestatenoplossing.
2. Roept de partijen op om hun verplichtingen onder dat plan te vervullen.
3. Besluit om op de hoogte te blijven.

## Verwante resoluties
- Resolutie 1397 Veiligheidsraad Verenigde Naties (2002)

Lijst ·  1455 ·  1456 ·  1457 ·  1458 ·  1459 ·  1460 ·  1461 ·  1462 ·  1463 ·  1464 ·  1465 ·  1466 ·  1467 ·  1468 ·  1469 ·  1470 ·  1471 ·  1472 ·  1473 ·  1474 ·  1475 ·  1476 ·  1477 ·  1478 ·  1479 ·  1480 ·  1481 ·  1482 ·  1483 ·  1484 ·  1485 ·  1486 ·  1487 ·  1488 ·  1489 ·  1490 ·  1491 ·  1492 ·  1493 ·  1494 ·  1495 ·  1496 ·  1497 ·  1498 ·  1499 ·  1500 ·  1501 ·  1502 ·  1503 ·  1504 ·  1505 ·  1506 ·  1507 ·  1508 ·  1509 ·  1510 ·  1511 ·  1512 ·  1513 ·  1514 ·  1515 ·  1516 ·  1517 ·  1518 ·  1519 ·  1520 ·  1521